# Уврнути петак
Уврнути петак (енгл. Freaky Friday) америчка је филмска комедија из 2003. Режију потписује Марк Вотерс, по сценарију Хедер Хач и Лесли Диксон. Темељи се на истоименом роману из 1997. ауторке Мери Роџерс. Главне улоге тумаче Џејми Ли Кертис и Линдси Лохан, које глуме мајку и ћерку које замењују тела након што отворе чаробне колачиће судбине.
Премијера је приказана 4. августа 2003. у Лос Анђелесу. Добио је позитивне рецензије критичара и зарадио преко 160 милиона долара широм света, у односу на буџет од 26 милиона долара. Кертис је била номинована за Златни глобус за најбољу главну глумицу у играном филму (мјузикл или комедија). Наставак, Уврнути петак 2, приказан је 2025.

## Радња
Др Тес Колман (Џејми Ли Кертис) и њена 15-годишња кћи Ана (Линдси Лохан) не слажу се ни у чему. Једног четвртка њихове несугласице досегну врхунац: Ана је бесна јер мајка не подржава њене музичке амбиције, а Теса (удовица која ће се поновно удати) не разуме зашто Ана не подноси њеног вереника (Марк Хармон).
Све се убрзо промени када идентични колачићи судбине проузрокују тајанствену промену. Следећег јутра, Тес и Ана нађу се у телу једна друге и на тај начин сагледају свет из друге перспективе. Међутим, у суботу је Тесино венчање, а мајка и ћерка се брзо морају вратити у своја тела.

## Улоге
| Глумац            | Улога            |
| ----------------- | ---------------- |
| Џејми Ли Кертис   | Тес Колман       |
| Линдси Лохан      | Ана Колман       |
| Марк Хармон       | Рајан            |
| Чед Мајкл Мари    | Џејк             |
| Стивен Тоболовски | Елтон Бејтс      |
| Кристина Видал    | Меди             |
| Рајан Малгарини   | Хари Колман      |
| Хејли Хадсон      | Пег              |
| Розалинд Чао      | Пеј-Пеј          |
| Вили Гарсон       | Еван             |
| Дина Вотерс       | Доти Робертсон   |
| Џули Гонзало      | Стејси Хинклхаус |